# Episodi di New School (prima stagione)
La prima stagione di New School è andata su DeaKids in anteprima nel dicembre 2017 e poi dal gennaio 2018. Su Super! dal dicembre 2018.
| Numero | Titolo italiano               |
| ------ | ----------------------------- |
| 1      | Il grande calcio di inizio    |
| 2      | Dodgeball                     |
| 3      | Il sorriso di Miss Mastermind |
| 4      | Brufoli e Baffoni             |
| 5      | Il ballo della scuola         |
| 6      | La gara degli scatoloni       |
| 7      | La Battaglia dei selfie       |
| 8      | Nikita                        |
| 9      | Pigiama Party!                |
| 10     | Robo-Boy                      |
| 11     | Il giro del mondo             |
| 12     | Il quiz dei cervelloni        |
| 13     | Vivienfest                    |
| 14     | Anna-Robica                   |
| 15     | Lo slimatore mascherato       |
| 16     | Doppio Appuntamento           |
| 17     | Che paura Mr Spencer          |
| 18     | Il grande talent show         |
| 19     | Annunci Pirata                |
| 20     | Il club del gossip            |
| 21     | Il test scolastico            |
| 22     | Il compleanno di Mr Spencer   |
| 23     | Improvvisazioni               |
| 24     | Viviengames                   |
| 25     | Dolce Vendetta                |
| 26     | La voce misteriosa            |

## Il Grande calcio di inizio
Nick, Rudy e Anna cominciano il nuovo anno scolastico e Nick tente a tutto pur di entrare nel Wall of Celebrities.

## Dodgeball
Nick e Rudy devono sfidare Tim e Tom a Dodgeball in una sfida, ma qualcuno li incastra per un atto vandalico non commesso da loro. Intanto Anna vuole diventare una Cheerleader, ma anche Alice vuole diventarla.

## Il Sorriso di Miss Mastermind
Nick accetta la sfida di fare sorridere Miss Mastermind, ma il piano gli si ritorce contro.

## Brufoli e Baffoni
Nick decide di profanare il ritratto del fondatore della scuola per ottenere dei punti, ma il preside Spencer incolpa Tim e Tom dell'atto vandalico. Nel frattempo a Vivien è spuntato un brufolo e Anna vuole sfruttare il "fattaccio" per allontanarla da Justin

## Il Ballo della scuola
Rudy insegna a Nick e Anna a ballare e Nick capisce di essere innamorato di lei. Intanto Alice è stata accoppiata con Tim e Tom per una ricerca di gruppo, e loro le fanno credere di avere dei poteri telepatici perché sono gemelli chiamato "Potere Gemellare".